# Летар, Кристиан
Кристиан Летар (фр. Christian Letard; 23 ноября 1947, Ле-Пуаре-сюр-Ви, Франция) — французский футболист, полузащитник, футбольный тренер.

## Карьера
В качестве футболиста выступал в низших лигах в клубе «Ла-Рош-сюр-Йон». В нем же он затем начал тренировать. В 2002 году, после долгих лет работы с французскими коллективами разного уровня, Летар в 2002 году оказался во Вьетнаме, где он некоторое время возглавлял молодежную и основную сборную. Однако в скором времени специалист был отстранен от выполнения своих обязанностей из-за плохих результатов на Кубке LG, на котором вьетнамцы уступили во всех матчах. Данное решение местной федерации футбола он оспаривал в суде.
В апреле 2004 года Кристиан Летар стал главным тренером сборной Конго. Эту должность он занимал менее года.